# Zagrosz
A Zagrosz vagy Zagrosz-hegység (kurdul Çiyayên Zagros / زنجیره‌ چیاکانی زاگروس, perzsául رشته كوههاى زاگرس) Irán és Irak legnagyobb hegysége számos 3000 m-nél magasabb csúccsal. Mintegy 1500 km hosszan nyúlik el északnyugat-délkeleti irányban Nyugat-Irántól, illetve az észak-iraki Dél-Kurdisztántól a Perzsa-öböl mentén az öböl déli partjaiig. A Hormuzi-szorosnál ér véget. Legmagasabb csúcsai a Zard Kuh (4548 m) és a Dena hegy (4359 m). A Zagrosz képezi a Közép-iráni-fennsík nyugati és déli határát.
A Zagroszt az emberi mezőgazdaság bölcsőjének tartják: termékeny völgyeit 10-12000 évvel ezelőtt már művelték. Egyes elméletek szerint a mezopotámiai öntözéses földművelésből élő civilizációkat is a Zagrosz lakói hozhatták létre, akiket az éghajlati változások kikényszerítettek a hegyek közül az alföldre.
Neve valószínűleg a zagarthiai nevű ókori nép nevéből származik.

## Fő részei
A legmagasabb hegyek a vonulat középső részén találhatók. A Zagrosz fő részei:
- Kurdisztáni-Zagrosz (vagy Északnyugat-Zagrosz)
- Középső-Zagrosz
- Déli-Zagrosz [halott link]

## Kialakulása, geológiája

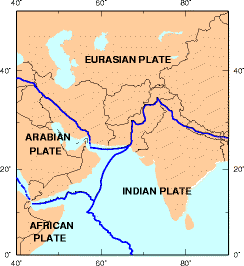
Kőzetlemezek Irán térségében

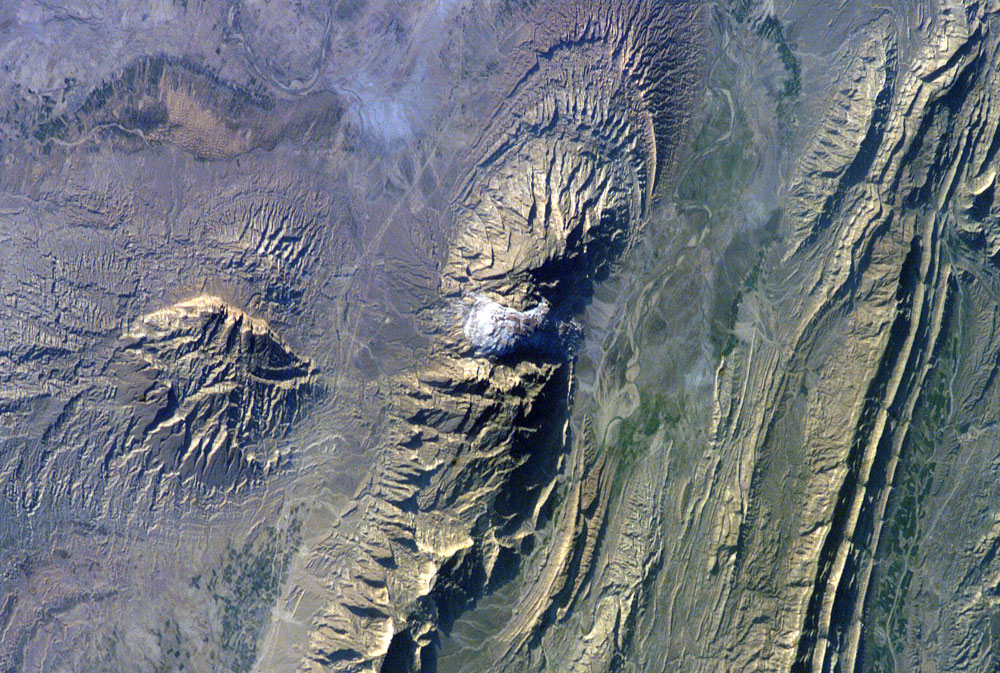
Zagroszi sókupola műholdképe

Az Eurázsiai- és az Arábiai-földkéreglemez összeütközése hozta létre a miocén korszakban, mintegy 18 millió évvel ezelőtt, amely felgyűrte a korábban itt felhalmozódott üledékes kőzetek rétegeit. Az erózió eltávolította a puhább üledéskes kőzeteket és csak a keményebb rétegek maradtak meg, mint a mészkő és a dolomit. Az erózió formálta a Zagrosz lineáris gerincláncait. Az üledékfelhalmozás és a vidék tektonikai fejlődése elősegítette az olajkészletek felhalmozódását, a Zagrosz régiója így ma fontos része a Perzsa-öböl kőolajtermelésének.
A váltakozó nedves és száraz periódusok sófelhalmozódást okoztak, a kiemelkedő sórétegek felemelkedtek, sókupolákat és sógleccsereket létrehozva, amelyek jellemzőek a Zagroszra. A sókupolák – amelyek közt 1500 méter magasra tornyosuló is van – a kőolajkutatás számára is alapvetően fontosak, hiszen az alattuk fekvő, sórétegekkel elzárt kőzetrétegek gyakran rejtenek kőolajat. Irán nagy olajmezői a Középső-Zagrosz nyugati nyúlványainál helyezkednek el.
A hegyvonulatok földrajzi akadályt képeznek a valamikori Mezopotámia (a mai Irak) síkságai és az iráni fennsík között.
A Zagrosz egyik leglátványosabb része a Kárun és mellékfolyóinak felső folyása, ahol a víz sziklákon és köveken keresztül, meredek hegyfalak közt hatol át.

## Éghajlat

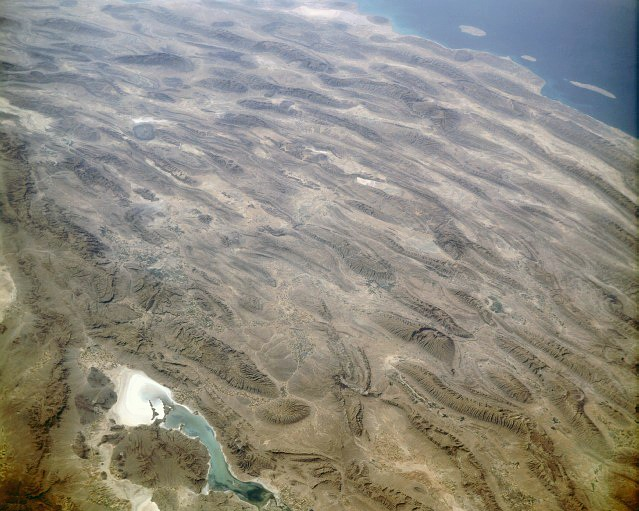
A Zagrosz vonulatai az űrből, 1992 szeptemberében készült felvétel

A Zagroszban télen megszokott jelenség a hó, sőt vannak olyan csúcsai is, amelyeken nyáron is megmarad a hósapka. Az éves csapadékmennyiség a hegység számos területén meghaladja az 1000 millimétert. A nyugati oldalon lévő folyók közül néhányban egész évben van víz.

## Élővilága

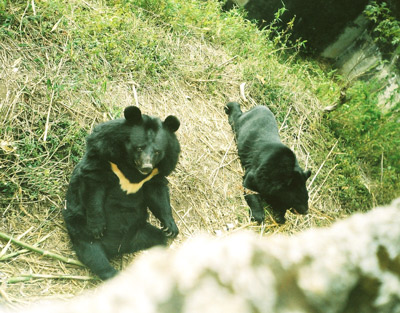
Örvös medve

A Zagrosz hagyományosan nagyon változatos állatvilággal rendelkezik, az itt élő fajok élőhelyeit azonban sok helyen veszélyeztetik a mezőgazdasági tevékenység, a legeltetés miatt lezajlott változások a növényzetben, mint amilyen az erdős sztyeppeövezet visszaszorulása, a tüskés bozótosok térnyerése.
A Zagrosz hagyományos állatai például a barna medve (Ursus arctos), az örvös medve (Ursus thibetanus), a különféle sasok (Aquila spp.) és gyíkok, a vadkecske (Capra aegagrus), a farkas (Canis lupus), a leopárd (Panthera pardus), a vadmacskafélék. A régió délkeleti részében rendelkezik élőhelyekkel a sakál, a róka, a mongúz, a csíkos hiéna.
A Zagrosz hegység valamikor az északabbra élő fajok terjedésének csatornája lehetett: a mediterrán térségben most is sok faj él, amelyeknek eredete a Zagrosz lehetett.

## Történelem
A Zagrosz nyúlványai közt a régészeti bizonyítékok szerint már 9000 évvel ezelőtt mezőgazdasági tevékenység folyt, a később Ansan és Szúsza néven ismert városokban. A Zagrosz egyik fontos régészeti lelőhelye Dzsarmo, egy másik – ahol neandervölgyi ősembermaradványokat találtak – Sanidar.
Hadzsi Firuz és Godin Tepe településeken bortárolás bizonyítékokra bukkantak a Kr. e. 5400 és Kr. e. 3500 közötti időszakból. Fennmaradtak tárolóedények, amelyeknek az aljában bormaradványokat találtak. A újkőkorszaki bor a maradványok alapján hasonló ízű lehetett, mint a mai görög retsina (mivel a tartósításhoz fagyantát használtak).
A korai ókorban a Zagroszt olyan „barbár” népek lakták, mint a kassúk, a gutik vagy a hurri mitanniak, akik visszatérően megtámadták és leigázták Mezopotámia sumer és akkád városait. A Méd Birodalom fővárosa, Ekbatana, a Zagrosz keleti lejtőin helyezkedett el, a Perzsa Birodalom fővárosa, Perszepolisz pedig a Déli-Zagrosz egy magasan fekvő völgyében terült el. A Zagrosz nyugati részében volt az Asszír Birodalom fővárosa, Ninive (a mai Moszul) és az elámiták fontos városa, Szúza.

## Gazdasága
A régió éghajlata kedvező feltételeket teremt a mezőgazdaság számára és ez a Zagroszban lakók fő jövedelmi forrása. Főképp a hegység északi részének termékeny völgyei sűrűn lakottak. A hegység középső részének hegyein még mindig a törzsi jellegű pásztorkodás a jellemző.

## Fontosabb városai
- Iránban:
  - Iszfahán
  - Siráz
  - Borudzserd
  - Dezful
  - Malájer
  - Behbahán
  - Maszdzsed-Szoleimán
- Irakban:
  - Szulejmánijja

Iszfahán és Siráz messze nagyobb a régió többi városánál, lakosságuk meghaladja az egymillió főt.

## Külső hivatkozások
Angol nyelven:
- Encyclopaedia of the Orient Archiválva 2007. május 13-i dátummal a Wayback Machine-ben
- A Zagrosz erdős sztyeppje
- Zagroszi sókupola műholdképe Archiválva 2008. szeptember 23-i dátummal a Wayback Machine-ben